# Conventicolo

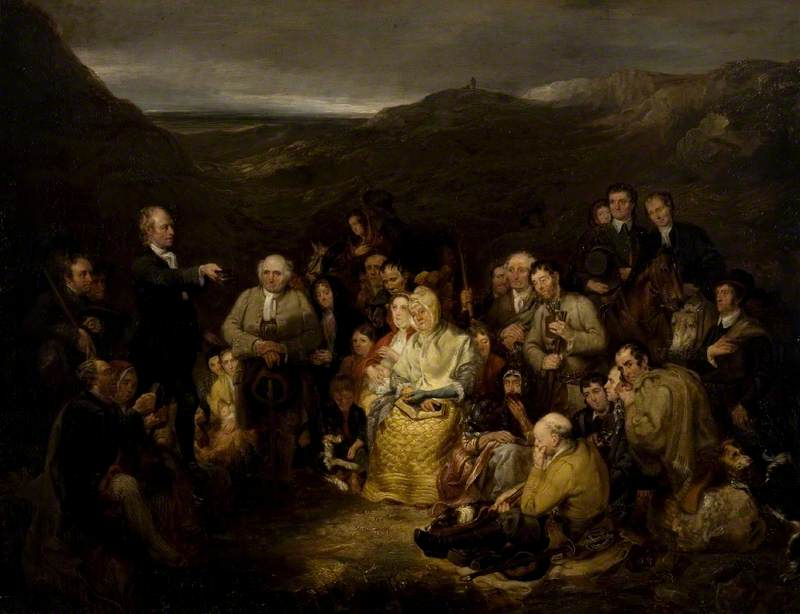
Un conventicolo di Covenanti. The Covenanters' Preaching, dipinto di George Harvey

Un conventicolo è un incontro ristretto tra persone laiche, ufficioso e non officiato, di natura religiosa.

## Inghilterra
In Inghilterra il termine venne utilizzato in riferimento a tre acts of Parliament che vennero approvati per costringere le persone ad aderire alla Chiesa d'Inghilterra, proibendo gli incontri tra laici in materia religiosa:
Il Religion Act 1592, impose che quanti sopra i sedici anni avessero mancato di presenziare alla messa domenicale senza valido motivo o che peggio avessero indotto altri a non prendervi parte, avrebbero passato il carcere.
Il Conventicle Act 1664 proibì conventicoli di cinque o più persone, altre rispetto ad una famiglia, che si incontrassero per propositi religiosi che differivano dalla Chiesa d'Inghilterra. Questa legge era parte del Codice Clarendon, che prese il suo nome da Edward Hyde, I conte di Clarendon, il quale sostenne la necessità di scoraggiare il nonconformismo e rafforzare la posizione della chiesa di stato.
Il Conventicles Act 1670 impose una multa di cinque scellini per la prima offesa e di dieci per la seconda a ciascuna persona che avesse preso parte ad un conventicolo (qualsiasi assemblea religiosa condotta al di fuori dei dettami della Chiesa d'Inghilterra). Ciascun predicatore o persona che avesse permesso di utilizzare la propria casa come luogo di incontro per questo tipo di assemblee sarebbe stato multato con una multa da 20 a 40 scellini.
Molti calvinisti, ad ogni modo, continuarono a ritenere che vi fosse una sola "vera" chiesa fatta di volontari e credenti e che pertanto le parrocchie istituite dalla chiesa d'Inghilterra fossero false chiese, le quali offrivano i sacramenti ai peccatori ed ai papisti, mentre solo un vero conventicolo era da considerarsi vera chiesa.

## Scozia

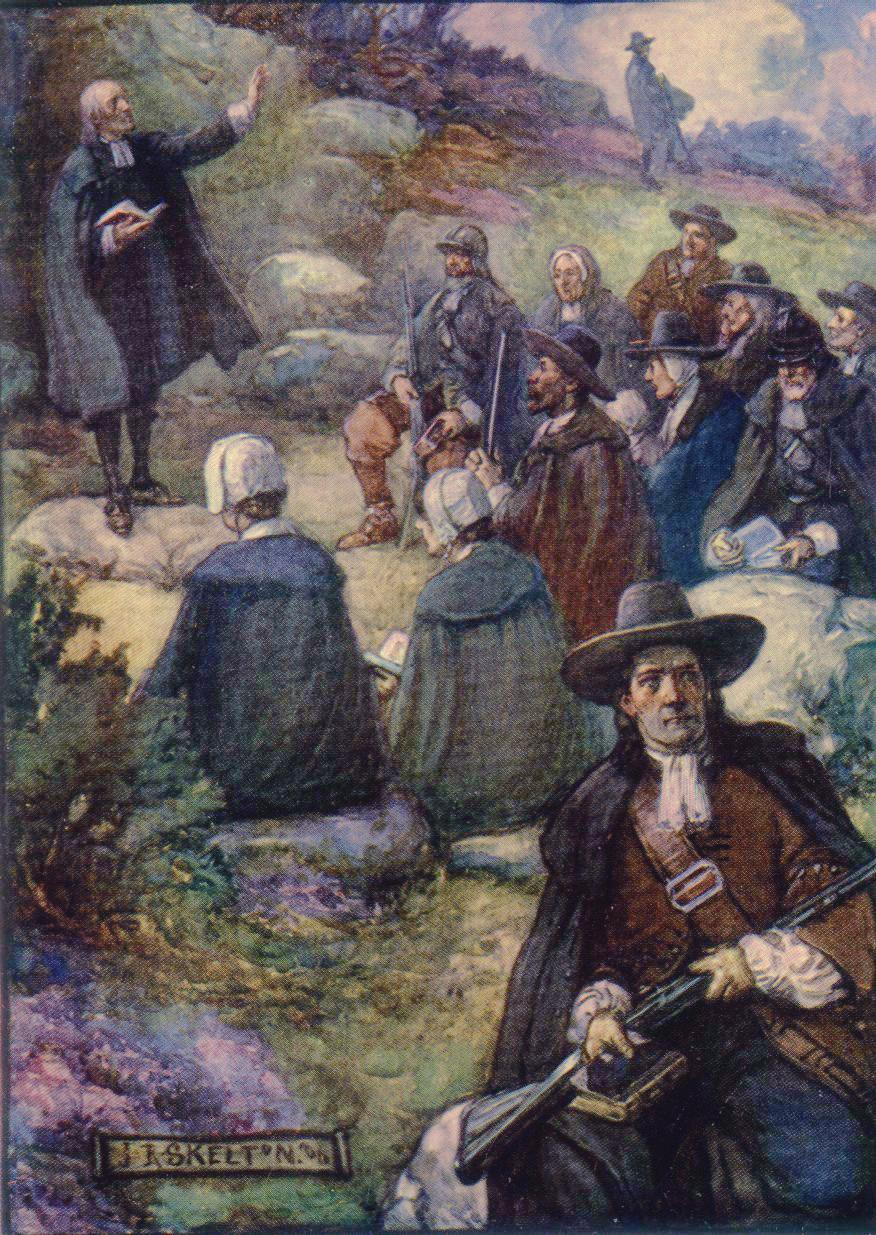
Immagine di un conventicolo, da H. E. Marshall's Scotland's Story (1906)

Nel XVI secolo i conventicoli in Scozia risultarono particolarmente importanti al punto che sono considerati uno dei motivi della rimozione dal potere della reggente francese Maria di Guisa. Dal 1660 al 1668 i conventicoli rivoluzionari vennero solitamente tenuti dai Covenanti in opposizione al metodo di imposizione adottato da Carlo II per rendere obbligatoria l'adesione all'episcopalismo.
Per proteggere presbiteriani e calvinisti, il governo scozzese siglò nel 1650 il Trattato di Breda con Carlo II per incoronarlo re e supportarlo contro le forze parlamentari. Alla sua restaurazione nel 1660, il re immediatamente rinunciò ai termini del trattato ed al giuramento fatto, fatto che i Covenanti scozzesi videro come un tradimento nei loro confronti.
Il Rescissory Act 1661 abrogò tutte le leggi precedenti al 1633, privando 400 ministri del culto delle loro sedi, restaurando la pratica del patronato sulla nomina dei ministri del culto e consentendo al re di proclamare la restaurazione dei vescovi della chiesa di Scozia. L'Abjuration Act del 1662 ..fu un rifiutoformale del National Covenant del 1638 e del Solemn League and Covenant del 1643. Questi vennero dichiarati essere contro le leggi fondamentali del regno. Il nuovo Act richiese che tutte le persone che ottenevano un incarico pubblico dovessero ufficialmente abiurare a qualsiasi altra religione che non fosse quella di stato e giurare di non prendere armi contro il re, rigettando quindi anche i Covenanti. Questo escluse i presbiteriani dal ricoprire incarichi di fiducia.
Il disappunto per la politica religiosa di Carlo II esplose ben presto in un moto civile e scoppiò violentemente nell'estate del 1679 con l'assassinio dell'arcivescovo Sharp, e con le battaglie di Drumclog e Battaglia di Bothwell Bridge. La Sanquhar Declaration del 1680 effettivamente dichiarò che una persona non potesse in Inghilterra accettare l'autorità del re senza riconoscerne la religione di stato, né quindi compiere il relativo giuramento di fedeltà alla corona. Nel febbraio del 1685 il re morì e venne succeduto da suo fratello, il cattolico duca di York, il quale ascese col nome Giacomo VII. 
Giacomo venne poi deposto in Inghilterra in favore di suo nipote, il calvinista stadtholder d'Olanda, Guglielmo III d'Orange e di sua moglie, Maria, figlia di Giacomo, di fede protestante. In Scozia una Convention of the Estates venne convocata ad Edimburgo ed a questa convenzione venne deciso che, se l'Inghilterra si era lasciata conquistare da Guglielmo d'Orange e dalle sue truppe con ben poca resistenza, la Scozia avrebbe comunque supportato le pretese di Guglielmo e di Maria alla corona di Scozia. Ad ogni modo, questa conquista venne vista da molti come un vero e proprio colpo di stato ed alcuni dei lealisti di giacomo (i cosiddetti giacobiti) decisero di prendere le armi contro gli usurpatori, totalizzando una prima vittoria nella battaglia di Killiecrankie. 
Anche in questo caso, quando il contrasto religioso ebbe la meglio a quello militare, predicatori espulsi come John Blackadder continuarono a celebrare cerimonie religiose e conventicoli.

## Finlandia
In Finlandia il conventicolo rimane ancora oggi l'attività principale del movimento religioso del Risveglio finlandese. Attualmente esso si configura con il metodo del cell group.

## Germania
Philipp Jakob Spener viene spesso citato per aver costituito per primo un movimento di associazionismo simile nel suo Pia Desideria, che fu alla base del fenomeno del pietismo nella chiesa evangelica luterana. Queste riunioni vennero condannate dal luteranesimo in un primo momento perché sentite come una possibilità di luoghi d'incontro tra persone di sesso differente al di fuori della propria famiglia o del matrimonio.

## Stati Uniti
La crescita dell'uso dei conventicoli religiosi è spesso stata relegata al pietismo ed al movimento carismatico. Nella chiesa luterana americana, in particolare, vi fu un notevole dibattito sui conventicoli tra XVII e XVIII secolo in relazione al pietismo. Lo storico delle religioni Matthew Thompson attribuisce le attuali società aggregative luterane maschile e femminili, i gruppi giovanili, quelli di studi biblici e devozionali, oltre alle scuole elementari e non d'ispirazione luterana ed alle organizzazioni caritatevoli e di fraternità, alla pratica dei conventicoli. Secondo C. F. W. Walther, fondatore del sinodo della chiesa luterana del Missouri, ci si dovrebbe opporre a simili movimenti oppure monitorarli accuratamente.
Secondo la studiosa Gwen Neville, la tradizione dei conventicoli nelle terre celtiche venne esportata successivamente nelle comunità americane, in particolare del sud degli stati uniti, popolate da antenati celtici. Neville li descrive come tradizioni folcloristiche e rituali. Tra le forme di conventicoli si contano in questo caso riunioni di famiglia e celebrazioni cimiteriali come le più recenti chiese domestiche.
I primi incontri dei mormoni del resto sono riferibili al tema dei conventicoli.

## Conventicoli in altre religioni
Secondo Smith una moschea può essere considerata un conventicolo piuttosto che un'istituzione ecclesiastica. La moschea è infatti un'iniziativa della comunità piuttosto che un corpo guidato da un sacerdote. In particolare la the Jama'at Khana (o masalla) ha approssimativamente lo status di conventicolo. Secondo Kaufman, le attuali sinagoghe ebree possono essere descritte come conventicoli.